# Сипуха південна
Сипуха південна (Tyto javanica) — вид совоподібних птахів родини сипухових (Tytonidae). Традиційно розглядався як комплекс підвидів сипухи звичайної (Tyto alba), проте генетичні та морфологічні відмінності відмінності дозволяють виокремити цей вид.

## Поширення
Вид поширений на Індостані, в Південно-Східній Азії, Австралії та багатьох островах Тихого океану. У 2008 році вперше зафіксований у Новій Зеландії.